# Controverses liées aux Témoins de Jéhovah
La lecture littérale de l’Ancien testament et de l’Apocalypse des Témoins de Jéhovah suscite une vive opposition, notamment d’évêques de l’Église catholique, d’exégètes du judaïsme, de la chrétienté et de l’islam. Ils sont aussi l’objet de critiques d’une partie du corps médical. D’anciens membres, tel que Raymond Franz, les accusent de pressions psychologiques inhumaines. Des associations de défense subventionnées comme l’ADFI, ou des commissions parlementaires comme la MIVILUDES font état de manipulation mentale et de dérive sectaire dangereuse. Des commentateurs dénoncent leurs multiples fausses prophéties : annonces de dates de fin du « présent système de choses » et prochaine destruction de « l’empire mondial de la fausse religion » sans cesse reportées, d'incohérences doctrinales notoires, de diviser les familles, de fondamentalisme religieux, de méthodes autocratiques et coercitives, et d’avoir orienté la traduction de leur bible (« traduction du monde nouveau »). Les critiques se concentrent aussi sur leur rejet des transfusions de sang, particulièrement sensibles lorsque la vie d’enfants est en jeu, et d’accusations concernant le refus (sur la base du secret de la confession) de rapporter des cas d’abus sexuels aux autorités.
La plupart de ces accusations sont niées par les témoins de Jéhovah, et certaines d’entre elles ont fait l’objet de procès ou de débats religieux. Par ailleurs, les Témoins de Jéhovah considèrent que seul leur comité d'enseignement, via un canal de communication d’essence divine, sous la direction de « l’esclave fidèle et avisé de Dieu » et le « collège central », possèdent la « vérité vraie », tout en admettant qu’ils ne sont pas infaillibles.

## Critiques de la doctrine

### Fausses prédictions
L’un des fondements des croyances des Témoins de Jéhovah concerne leur foi en l’imminence de la seconde venue du Christ, le millénarisme et le Royaume de Dieu. Les publications de la Tour de garde ont fait (et continuent de faire) des prédictions au sujet d’événements futurs qu’ils pensent être prophétisés par la Bible. Certaines de ces prédictions ont été décrites comme des « vérités établies », et « avérées sans le moindre doute ».
En 1892, Watchtower (La Tour de garde), sous la plume de Charles Taze Russell, a affirmé que l’ultime bataille de Dieu, Armageddon, qu’elle pensait être déjà en cours, prendra fin début octobre 1914, une date « marquée de manière certaine dans l’Écriture ». C'est à l'issue d'une période de 2520 ans, (7 X 360), de l'année -607 à 1914 (les sept temps du prophète Daniel), que la direction de tous les gouvernements humains, devaient alors prendre fin. De plus, Charles Taze Russell (premier président de la Watchtower) a déclaré : « Nous ne voyons aucune raison de changer les chiffres. Nous ne pourrions les changer, même si nous le voulons. Ils sont, selon nous, les dates de Dieu, pas les nôtres. ». Les événements annoncés ne s'étant pas réalisés, La Watchtower a ensuite prédit que les mille ans de règne du Christ débuteraient « probablement à l'automne » 1925, basé sur d'autres dates sur lesquelles Dieu avait placé « l'empreinte de son sceau [...] au-delà toute possibilité d'effacement ». Les étudiants de la Bible (ancien nom des témoins de Jéhovah), croient être « oints » ou élus par Dieu suivant une nomination en qualité de cohéritier du Christ de l'esprit saint de Dieu, onction qui relève d'une conviction procédant de l'ordre de l'intime. Toute critique de la part des « oints » serait assimilée à une désobéissance et manque de foi à l'égard des membres oints, agréés par Dieu, qui les dirigent. Il en résulte un manque d'objectivité.
Parmi les prédictions qui ont donné lieu à des échecs cuisants, on trouve celles concernant les dates de 1914, 1918, 1925 et 1975. Ces échecs ont conduit à l'altération ou à l'abandon de certaines doctrines. Ceci fait partie d'un processus que la Société Watchtower décrit comme une révélation progressive, avec laquelle Dieu conduit progressivement ses partisans à une compréhension de plus en plus claire de sa volonté . Certaines publications de la société ont parfois rejeté leurs précédentes déclarations, se justifiant en disant que « certains » témoins ou « quelques-uns », selon une expression consacrée, avaient mal compris ce que disait La Tour de garde.
Parfois, certaines prédictions erronées ont été modifiées après coup. Par exemple, dans la première édition du livre Le Mystère Accompli (1917), les événements qui auraient dû se produire en 1914 ont été appliqués à la période allant de 1918 à 1925. Lorsque les nouvelles interprétations ont échoué à se réaliser, l'édition de 1926 du livre a modifié les précédentes déclarations, et a enlevé les dates gênantes.
Raymond Franz, ancien témoin de Jéhovah et membre du Collège central, a cité des publications qui prétendent que Dieu aurait utilisé les témoins de Jéhovah comme un prophète collectif.
Le professeur James A. Beverley et d'autres critiques des témoins de Jéhovah ont accusé la secte de fausses prophéties à cause de ces prédictions, et ceci particulièrement en raison des affirmations péremptoires que les prédictions étaient hors de tout doute ou avaient été approuvées par Dieu. Il décrit cette histoire de « diseur d’avenir » comme « pathétique ».
Les prédictions, par date de publication, comprennent :
Prédictions pour 1914
- 1877 : Le royaume du Christ régnera sur la terre entière dès 1914. Les Juifs, considérés encore comme le peuple élu, seront rétablis à la faveur de Dieu ; les « saints » seront emportés au ciel [11]
- 1891 : 1914 sera l'extrême limite du règne des hommes imparfaits[12].
- 1904 : À l'échelle mondiale, l’anarchie suivra la fin des temps des Gentils en 1914[13].

Après 1914
- 1916 : La guerre mondiale se terminera par Armageddon et l'enlèvement des « saints » [14].
- 1917 : En 1918, la chrétienté sera mise à terre et oubliée, et sera remplacée par des gouvernements révolutionnaires. Dieu laissera les nations détruire la majorité des Églises, ainsi que leurs membres par millions. Les membres des Églises périront par l'épée de guerre, la révolution et l'anarchie. Les morts seront sans sépulture. En 1920, tous les gouvernements terrestres disparaîtront, et l'anarchie prévaudra dans le monde entier[15].

Prédiction pour 1925
- 1920 : Le royaume du Messie sera établi en 1925, et ramènera la paix dans le monde entier. Dieu commencera à restaurer la terre. Abraham, Isaac, Jacob et les autres patriarches fidèles seront ressuscités à la vie humaine parfaite, et seront faits princes et gouvernants. Ils seront alors les représentants visibles de l'Ordre Nouveau sur terre. Ceux qui se montrent fidèles à Dieu ne mourront jamais[16].
- 1922 : L'antitype du « jubilé », qui marquera l'intervention de Dieu de manière visible sur Terre, aura lieu « sans doute à l'automne » 1925 [17]
- 1924 : La restauration de la Terre par Dieu va commencer « peu après » le 1er octobre 1925. Jérusalem deviendra la capitale du monde. Les « princes » ressuscités, tels qu'Abel, Noé, Moïse et Jean-Baptiste, donneront des instructions à leurs sujets autour du monde par la radio, et les avions transporteront de nombreuses personnes à destination de Jérusalem, venant de toutes les régions du globe en seulement quelques heures’’[18].

L'attente d'Armageddon
- 1938 : En 1938, Armageddon était trop proche pour que les jeunes soient encouragés à se marier ou pour envisager d’avoir un enfant, ils avaient mieux à faire[19].
- 1941 : Il ne reste que des mois jusqu'à Armageddon[20].
- 1942 : Armageddon est « immédiatement devant nous. »[21].

Prédictions pour 1975
- 1966 : À l’automne 1975, cela fera 6000 ans depuis la création de l'homme. Il serait donc approprié pour le Christ de faire commencer les mille ans de son règne à ce moment-là[22]. Le temps était « compté, pas question d’en douter. »[23]. Le « futur immédiat » était « certain d'être rempli d’événements climatiques pour dans quelques années tout au plus », les pièces finales de la prophétie biblique concernant les « derniers jours » montreraient que le règne de Christ a commencé.
- 1968 : Personne ne pouvait dire « avec certitude » que la bataille d'Armageddon allait commencer en 1975, mais le temps est « compté rapidement » avec des « événements bouleversants » qui vont avoir lieu bientôt[24]. En mars 1968, il y avait une « courte période de temps qui reste », avec « seulement environ 90 mois qui restent avant que les 6000 ans d'existence de l'homme sur terre soient terminés »[25].
- 1969 : L'existence humaine ne durera pas assez longtemps pour que les jeunes vieillissent; le système de chose actuel verra la fin « dans quelques années ». Les jeunes témoins ont été encouragés à ne pas poursuivre d'études supérieures pour cette raison[26].
- 1974 : Il y a juste un « bref délai restant avant la fin du monde méchant », et les témoins sont félicités pour la vente de leurs maisons et de leurs biens pour « finir le reste de leurs jours dans ce vieux système dans le service de pionnier »[27].

Prédictions pour la fin du XXe siècle
- 1984 : Il y a beaucoup d'indications que la fin est plus proche que la fin du XXe siècle[28].

### Changements doctrinaux
Bien que la littérature de la société Watchtower déclare que son fondateur, Charles Taze Russell, était dirigé par l’esprit saint de Dieu, au travers duquel il recevait des « éclairs de lumière », la société a tout de même beaucoup modifié ses doctrines d’origines, et a abandonné de nombreux enseignements de Russell. Beaucoup de ces changements concernent la chronologie biblique, qui avait pourtant été présentée comme absolument fiable,,,,.
- Date du commencement du règne de Christ. Russell a enseigné que Jésus est devenu roi en avril 1878[36],[37]. En 1922, Joseph Rutherford a déplacé cette date à 1914.
- Date de la résurrection des chrétiens oints. Après l’échec des prédictions que les « saints » choisis par Christ devaient être emportés au ciel en 1878[38], Russell a propagé l’enseignement qui consistait à dire que ceux qui étaient « morts dans le Seigneur » depuis 1878 seraient immédiatement ressuscités au ciel[39]. La Tour de garde a confirmé cette doctrine en 1925[40], mais deux ans plus tard, elle a dit que cette date était fausse[41], et que le début de la résurrection instantanée au ciel pour les chrétiens fidèles avait eu lieu en 1918[42].
- La Grande Pyramide est un « témoin de pierre » de Dieu. Russell a écrit en 1910 que Dieu avait construit la Grande pyramide de Gizeh en Égypte, comme un témoignage de la véracité de la Bible, et une preuve de sa chronologie identifiant les « derniers jours »[43],[44]. En 1928, Rutherford a rejeté cette doctrine et a dit que la pyramide avait en fait été construite sous la direction de Satan[45].
- Identité de l' « esclave fidèle et avisé ». Russell pensait initialement que l' « esclave fidèle et avisé » de Matthieu 24:45 était « chaque membre du corps du Christ ... le corps entier, individuellement et collectivement. »[46]. En 1886, il changea d'idée et commença à expliquer que c'était une personne, et non plus l'Église chrétienne[47]. Russell acceptait que les Étudiants de la Bible le décrivent comme étant lui-même ce « serviteur »[48],[49],[50] et en 1909, il décrivit ceux qui voulaient appliquer le nom d'« esclave fidèle et avisé » à « tous les membres de l'Église de Christ », au lieu d'à un seul individu, comme ses « adversaires »[51]. Depuis 1927, la société Watchtower enseigne qu'il s'agit d'un « serviteur collectif »[52].
- Début des « derniers jours ». À partir des premières éditions de La Tour de garde, Russell a promu l'idée selon laquelle les « derniers jours » avaient commencé en 1799 et trouveraient leur « accomplissement » en 1914[53]. Jusqu'en 1921, les publications de la société Watchtower continuaient de proclamer que les derniers jours avaient commencé en 1799[54]. En 1930, cette date a été abandonnée et 1914 a été fixée comme le « début » des derniers jours.
- Le rôle des juifs dans le Royaume de Dieu. Russell a suivi le point de vue de Nelson H. Barbour, qui croyait qu'en 1914 le royaume du Christ prendrait le pouvoir sur toute la Terre, et que les juifs, en tant que peuple, retrouveraient la faveur de Dieu[55]. En 1889, Russell écrit qu'avec l'accomplissement des « Temps des Gentils » en 1914, la « cécité » d’Israël serait guérie, et que les juifs se convertiraient au christianisme[56]. Le livre Vie (angl. - 1929) faisait remarquer que le retour des juifs en Palestine était un signe qui montrait que la fin était très proche, parce que les juifs « auraient certaines faveurs en premier, et ensuite tous ceux qui obéissent au Seigneur » pendant que Dieu restaurerait son royaume[57]. En 1932, cette croyance fut abandonnée, et à partir de cette date, la société Watchtower enseigne que seuls les témoins sont l'Israël de Dieu[58].
- Date de la présence invisible du Christ. La société Watchtower a enseigné pendant plus de 60 ans que cette présence a commencé en 1874 . Elle a même ajouté en 1922 que cette date était « indiscutable »[59],[60]. En 1943, la société a déplacé cet évènement en 1914[61],[62].
- Identité des « autorités supérieures ». Russell a enseigné que les « autorités supérieures » de Romains 13:1, envers lesquelles les chrétiens doivent soumission et obéissance, étaient les autorités gouvernementales. En 1929, La Tour de garde a modifié ce point de vue, disant que ce terme ne se référait finalement qu'à Dieu et à Christ, et ajoutant que le changement de doctrine était une preuve d'« éclaircissement » de la vérité qui brillait plus fort pour le peuple choisi par Dieu[63]. En 1952, La Tour de garde déclarait que Romains 13 « ne pourrait jamais avoir été appliqué à la puissance politique du monde de César, comme cela est faussement clamé par le clergé de la chrétienté »[64], et en 1960, La Tour de garde ajoutait que le point de vue de l'époque était le facteur qui a causé aux Étudiants de la Bible d'être considérés comme « impurs » aux yeux de Dieu durant la période allant de 1914 à 1918. Deux ans plus tard, en 1962, La Tour de garde est revenue à la doctrine initiale de Russell[65].
- Identité et fonction du Collège central. Les mentions fréquentes au terme de « Collège central » ont commencé à apparaître dans la littérature de la société Watchtower dans les années 1970[66]. Le Collège central était initialement identifié comme étant les sept membres du comité de direction de la société Watchtower[67]. Néanmoins, à cette époque, ce comité ne jouait aucun rôle dans l'établissement des doctrines de la Watchtower, et toutes les décisions depuis l'origine de la société étaient prises par le président[68],[69]. Un numéro de La Tour de garde de 1923 disait que Russell dirigeait seul les affaires de la société « sans considérer aucune autre personne sur terre »[70], et ses successeurs Rutherford et Knorr ont continué dans cette voie en établissant seuls les doctrines de la Watchtower. Un changement organisationnel, survenu le 1er janvier 1976 pour la première fois, donna le pouvoir au Collège central de modifier les doctrines[71]. Celui-ci devint alors le conseil dirigeant des témoins de Jéhovah[72]. Malgré ce fait, un La Tour de garde de 1971 disait qu'un Collège central de chrétiens oints existait depuis le XIXe siècle, pour gouverner les affaires du peuple oint de Dieu[73].
- Traitement des personnes exclues. Dans les années 1950, lorsque l'exclusion est devenue une chose fréquente, les témoins devaient strictement garder leurs distances par rapport aux exclus. Il leur était interdit de converser avec eux, et même de les saluer[74]. Les membres de la famille d'un exclu avaient la permission d'avoir occasionnellement des « contacts absolument nécessaires pour régler des affaires familiales », mais ne pouvaient pas discuter de sujets spirituels avec eux[75]. En 1974, La Tour de garde, admettant que certains témoins avaient montré une attitude méprisante, inhumaine et même cruelle envers les exclus[76], a supprimé les restrictions concernant les contacts familiaux, permettant ainsi aux familles de choisir par elles-mêmes la nature de leurs relations[77], incluant le choix pour chacun de discuter ou non de choses spirituelles[78]. En 1981, un renversement de politique entraîna que les témoins étaient désormais enseignés à éviter tout contact spirituel avec les exclus, même avec les membres de la famille proche[79]. Les témoins devaient dorénavant ne même pas saluer les exclus[80],[81]. Il était permis aux parents de s'occuper des besoins matériels et physiques d'un enfant mineur; des parents malades, ou des enfants physiquement ou émotionnellement malades pouvaient être acceptés à nouveau à la maison « pour un temps ». Les témoins ne devaient pas manger avec des exclus, et étaient avertis que tout influence émotionnelle pourrait ramollir leurs résolutions[82]. En 1980, la maison mère à Brooklyn a averti ceux qui voyageaient à l'étranger qu'une personne ne devait pas nécessairement « faire la promotion d'un point de vue apostat » pour mériter l'exclusion. Elle ajoutait que des « actions judiciaires appropriées » seraient prises contre toute personne qui « continuerait de croire à des idées apostates, et rejetterait ce qui est écrit dans La Tour de garde[83]. Ces principes d'évitement ont été étendus en 1981, pour inclure ceux qui s'étaient retirés volontairement[84],[85].
- Chute de « Babylone la Grande ». Russell enseignait que la chute de l'« empire mondial de la fausse religion » avait commencé en 1878, et avait prédit la complète destruction de « Babylone » en 1914[86]. Rutherford a dit en 1917 que la destruction finale des religions aurait lieu en 1918, expliquant que Dieu détruirait alors la « totalité » des Églises et que « la chrétienté en tant que système serait abattue jusqu'à l'anéantissement total. »[87]. En 1988 , la société Watchtower a dit que la sortie de prison en 1919 de personnages importants de la Watchtower marquait la chute de Babylone « du moins en ce qui concernait la captivité des hommes de Dieu »[88], et que sa « destruction finale » « dans le néant, pour ne jamais revenir », était attendue « pour un futur proche »[89].
- Génération de Matthieu 24:34. De son vivant, Jésus a prédit qu'une génération ne passerait pas que tout ce qu'il avait annoncé n'arrive (Matthieu 24:32). Ce verset a été utilisé depuis le début du mouvement pour accentuer l'urgence dans laquelle les fidèles se trouvent. Dans un premier temps, l’année 1914 a été désignée par Charles Taze Russell, fondateur du mouvement, comme l'année avant laquelle devait se produire Harmaguédon. La « génération » devait donc s'étendre de 1878 à 1914[90]. En 1927, Rutherford réinterprètera la génération comme se rapportant aux chrétiens, c'est-à-dire la « Nouvelle création », certains de cette « génération » de fidèles devaient pouvoir survivre sur terre jusqu'à la bataille d'Harmaguédon sans être montés au ciel[91]. Avec l'arrivée des années 1950, cette génération fut de nouveau redéfinie. Il s'agissait désormais de la génération des personnes vivant les évènements des derniers temps, et pas seulement les fidèles[92]. Avant 1975, la Watchtower a mis l’accent sur le peu de temps qui restait avant que cette génération ne passe. Après l'échec de la prophétie de 1975, elle s'est dès lors efforcée de démontrer que la durée de cette génération n’était peut-être pas aussi courte qu’elle le pensait au départ. La bataille d’Harmaguédon n’étant toujours pas survenue dans les années 1990, il devint nécessaire de se pencher une nouvelle fois sur la définition de cette « génération », d'autant plus que d'une manière non officielle, une interprétation sur Psaumes 90:10 circulait dans les congrégations, texte évoquant comme durée de la vie humaine de 70 à 80 ans. Dans ce cadre la fin devait arriver avant 1994. À partir de 1993, la Société Watchtower a expliqué que « cette génération » est composée de ceux qui sur terre voient les signes de la présence du Christ, mais refusent de changer leur style de vie pour le mettre en accord avec les principes bibliques. L’année 1914 restait ainsi la date supposée de l’intronisation du Christ dans les cieux, et le commencement des derniers jours. Pour faire partie de cette « génération », il n’était plus nécessaire d’avoir été en vie en 1914 comme précédemment, tout le monde pouvant voir les signes supposés tout au long de la présence du Christ.

### Charlatanisme médical avant les années 1960
Un des aspects de la Société Watchtower ignoré du grand public et des Témoins actuels est le soutien qu'elle a apporté autrefois à des traitements médicaux faisant référence à la pseudo-science. En effet, l'organisation a présenté favorablement certains charlatans médicaux très connus du XXe siècle, et a soutenu un nombre important de traitements ou remèdes très douteux, ainsi que l'invention, la promotion et la vente de gadgets relevant de la pseudo-science.
Déjà dans La Tour de garde du 15 janvier 1912, Russell préconisait un traitement contre l'appendicite et la fièvre typhoïde, maladies causées selon lui par « des vers agressifs », et en 1915, il recommandait le traitement du docteur Park contre la pneumonie déclarant « qu’il semble efficace à chaque fois ». Mais c'est surtout à partir de 1919 et jusqu'aux années 1960 que la Société Watchtower a énoncé clairement ses positions dans le domaine médical.
Au travers de son périodique L'Âge d'or (devenu Réveillez-vous ! par la suite), la Société Watchtower s'est d'une manière générale montrée hostile à la médecine traditionnelle, en affichant à son égard un regard ouvertement réprobateur. Elle a notamment affirmé que la médecine scientifique était basée sur la magie noire égyptienne et avait un caractère démoniaque. L’Association Américaine des Médecins (AMA) et ses médecins renommés ont d'ailleurs été vigoureusement critiqués. Dans le même temps, elle a également énergiquement promu des thérapies et des procédures médicales dites alternatives excluant médicaments et sérums. D'ailleurs, de 1919 aux environs de 1960, les articles médicaux de ses publications étaient écrits principalement par des homéopathes, ostéopathes, naturopathes, ou chiropracteurs.
Voici quelques-unes des positions médicales de la Société Watchtower principalement avant les années 1960 :
- Elle a à un certain moment condamné les vaccinations, affirmant qu'il s'agissait d'une « violation directe de l'alliance éternelle », que les vaccins étaient responsables de toutes sortes de maladies[100], n'avaient aucune valeur médicale[101], étaient comparables à un 'mauvais pus' injecté dans les veines, et participaient à la diffusion du démonisme et de l'immoralité sexuelle[102] ; cette accusation est réfutée par des fidèles du mouvement[103] ;
- Elle a aussi condamné l'utilisation de la plupart des médicaments (par exemple, selon elle, l'aspirine provoquerait notamment des maladies de cœur)[104] ;
- Malgré les preuves scientifiques de l'innocuité des ustensiles de cuisine en aluminium, elle a aussi fortement découragé l'usage de ceux-ci, qu'elle a considéré comme une malédiction 'démoniaque' inspirée par Satan, et qui d'après elle causeraient toutes sortes de maladies (mycose du pied, cancer...) [105];
- Contrairement aux démonstrations de la communauté scientifique relatives à l'origine microbienne de certaines maladies, le mouvement enseignait que les microbes n’arrivaient qu’après l’apparition de la maladie - celles-ci étant causées par un régime alimentaire incorrect et par la constipation - et affirmait qu'aucune maladie n’était causée par des microbes et que Pasteur était un faussaire[106]. De ce fait, elle conseillait de boire le lait cru pour absorber les substances nutritives qui disparaissent avec la pasteurisation ;
- Elle a notamment préconisé un traitement à base de raisin censé guérir le cancer : il suffisait de ne manger que des raisins à tous les repas et pendant des semaines, selon des naturopathes. Outre son origine occulte (selon son fondateur, Johanna Brandt, les raisins étaient 'magnétiques' et revigoraient l'esprit grâce aux 'vibrations' guérisseuses du soleil), le traitement pouvait occasionner la mort puisque la médication était stoppée[107] ;
- Elle a aussi soutenu l’iridologie, bien qu'aucune étude scientifique n'ait validé une telle médecine ;
- Dans les années 1960, elle a présenté favorablement la 'thérapie des zones' (ou 'réflexologie'), méthode prétendant que les extrémités du corps contrôlent et influencent des secteurs différents de notre corps, et consistant à diagnostiquer et guérir certaines maladies. Ainsi, le soulagement de la douleur, voire la disparition de maladies situées ailleurs dans le corps peut être obtenu en manipulant les orteils des personnes[108] ;
- Elle a pendant des décennies promu la technique non scientifique et occulte de la radionique ou l'ERA[109], qui consiste à utiliser une machine 'radionique' diagnostiquant et guérissant les patients au moyen d’une photo, lettre manuscrite, mèche de cheveux... des patients. Cette technique, qui a même engendré l'invention d'un gadget vendu par le moyen des colonnes de L'Âge d'or, est perçue maintenant par le mouvement comme étant du spiritisme[110] ;
- Elle a fait de la publicité dans L'Âge d'or pour la vente du bloc radio-solaire en imprimant un article à son sujet avec une recommandation de cette technique par Rutherford lui-même[111]. Cette méthode étant spirite, le périodique a parlé dans ce cas de démons apparemment « honnêtes » s’exprimant aux travers de planchettes Ouija, affirmant que « même les menteurs disent parfois la vérité »[112]. Le mouvement a toutefois stoppé son soutien à cette technique après des découvertes scientifiques mettant en évidence la nocivité de celle-ci.

Par ailleurs, certaines déclarations médicales jugées inexactes scientifiquement de la part de la Société Watchtower sont critiquées par des opposants, qui lui reprochent en outre d'avoir très certainement provoqué la mort de ceux qui ont suivi ses conseils.
Actuellement, la Société Watchtower continue de publier des articles ayant trait à la médecine, mais alors elle précise fréquemment dans une note qu'elle ne préconise aucun traitement en particulier, et que c'est à chaque chrétien de choisir en conscience ses propres soins médicaux (dès lors qu'il ne s'agit pas de transfusions sanguines ni de techniques faisant appel au spiritisme).

### Traduction de la Bible
La société Watchtower a été critiquée pour avoir refusé de révéler les noms et les références académiques des traducteurs de sa Traduction du Monde Nouveau des Saintes Écritures (TMN). La société a déclaré que les membres du comité de traduction de la TMN désiraient rester anonymes afin de n'exalter que le nom de Dieu, La Tour de garde expliquant que les qualifications des traducteurs n'étaient pas importants et que « la traduction elle-même témoigne de leurs qualifications ». Raymond Franz, ancien membre du Collège central, a déclaré que parmi les quatre hommes qui constituaient le comité, seul un (le traducteur principal, son oncle Frederick Franz) avait suffisamment de connaissance des langues bibliques pour se lancer dans le projet. Frederick Franz a étudié le grec pendant deux ans et s'est auto-formé en hébreu.
De nombreuses critiques de la TMN mettent en cause le rendu de certains textes considérés comme étant biaisés pour soutenir des pratiques et des doctrines des Témoins de Jéhovah,,,,,. Cela inclut l'utilisation d'un « poteau de supplice » à la place de la « croix » à travers le Nouveau Testament ; le rendu de Jean 1 :1, avec l'insertion d'un article défini (un) pour donner « la Parole était un dieu », ; Romains 10:10, qui utilise le terme de « déclaration publique », qui pourrait renforcer l'impératif de s'engager dans la prédication publique ; Jean 17:3, qui utilise le terme « continuer à apprendre » plutôt que « savoir » pour suggérer que le salut dépend d'une étude continuelle, et le placement d'une virgule en Luc 23:43, qui modifie le moment de l'accomplissement de la promesse de Jésus au voleur du Calvaire.
A été aussi critiquée l'insertion du nom « Jéhovah » 237 fois dans le Nouveau Testament, étant donné qu'il n'existe aucune preuve que ce nom ait figuré dans les manuscrits grecs du Nouveau Testament,,. Les publications de la société Watchtower ont déclaré que le nom avait été « restauré » sur des bases solides, expliquant que lorsque les écrivains du Nouveau Testament citaient les écrits de l'Ancien Testament contenant le Tétragramme (יהוה), « le traducteur a le droit de transformer Kyrios (seigneur) en Jéhovah. ». La TMN mentionne 27 autres traductions qui ont aussi rendu Kyrios sous une forme du nom Jéhovah, déclarant qu'il n'y a qu'un seul verset où la TMN le fait sans autorisation d'autres traductions.

### Stratégie de la «guerre théocratique»
Les Témoins de Jéhovah pensent vivre dans un monde mauvais, immoral et corrompu, dominé par Satan. Par contre, ils considèrent qu’eux sont soumis à une théocratie dont Jésus Christ est le roi, intronisé de manière invisible en 1914,. Ils pensent recevoir directement les directives de celui-ci par l’intermédiaire de l'esclave fidèle et avisé, qui est pour eux son unique représentant sur terre. Pour survivre dans un monde aussi hostile, ils doivent adopter une stratégie qui est appelée la « stratégie de guerre théocratique ».

Selon l'UNADFI et d'anciens adeptes , quand les Témoins de Jéhovah estiment que ce qui se passe à l’intérieur du mouvement ne doit pas être connu de ceux qui n’y appartiennent pas, ils ont recours aux demi-vérités voire aux mensonges, en ne révélant pas toute la vérité à ceux qui mettent en danger l’organisation des Témoins de Jéhovah. Ils expliquent que la 'guerre théocratique' ne couvre pas le faux témoignage, mais plutôt l’omission volontaire de certains faits, et se justifie chaque fois qu’il faut protéger les intérêts de l’organisation. Selon eux, certaines publications de la Société Watchtower enseignent que les Témoins de Jéhovah ne sont pas obligés de révéler une information véridique à des gens dont elle estime qu’ils ne sont pas en droit de la connaître, ce par quoi elle entend, toute personne qui ne fait pas partie de l’organisation des Témoins de Jéhovah. On peut lire dans le livre Perspicacité, volume 2, page 255 : 
«  Si la Bible condamne expressément le mensonge malveillant, cela ne signifie pas qu’on est obligé de divulguer une information véridique à des gens qui ne sont pas en droit de la connaître. Jésus Christ conseilla : « Ne donnez pas ce qui est saint aux chiens, et ne jetez pas vos perles devant les porcs, de peur qu’ils ne les piétinent avec leurs pieds et que, se retournant, ils ne vous déchirent. » (Mt 7:6). Voilà pourquoi, en certaines occasions, Jésus s’abstint de donner des renseignements complets ou de répondre directement à des questions quand cela pouvait causer inutilement du tort (Mt 15:1-6 ; 21:23-27 ; Jn 7:3-10). »
En conséquence, selon les opposants du mouvement, ce qui est dévoilé à l’extérieur par les Témoins de Jéhovah n’est pas forcément le reflet exact de ce qui se passe dans leur organisation. D'après eux, la connaissance de cet enseignement permet de comprendre que la version des faits révélée au public non-Témoin de Jéhovah, par les membres appartenant à ce mouvement, dans des sujets sensibles touchant leur organisation, voile parfois une partie de la réalité. Ils font cependant remarquer que, dans l'organisation, seule la Société Watchtower et ses représentants ont le droit de s'approprier cette dérogation, le fidèle au niveau individuel ne devant pas avoir recours à cette méthode pour protéger ses intérêts personnels.
Exemples de « mensonge théocratique » :
- Pour obtenir le statut de religion en Bulgarie, la Société Watchtower a déclaré sous serment qu'elle ne prendrait pas de mesure disciplinaire contre un membre acceptant une transfusion sanguine, alors qu'en fait, elle maintient toujours cet interdit, considérant le fait de l'accepter comme un retrait volontaire de la part du transgresseur (voir L'affaire du sang en Bulgarie).
- Au Mexique, la Constitution de 1917 ne permet pas aux congrégations religieuses d'être propriétaires terriennes. Aussi, comme les biens immobiliers de l'organisation seraient devenus la propriété de la nation, la Société Watchtower a décidé de récuser l'appellation de religion, affirmant être un groupement culturel. Ainsi, les Salles du Royaume ont été renommées Salones culturales (Salles culturelles), les réunions de la congrégation ne se sont jamais ouvertes par un cantique et une prière, et les fidèles n'ont pas prêché en utilisant la Bible[137].
- En Suisse, les dirigeants des Témoins de Jéhovah, accusés durant la Seconde Guerre mondiale d’interdire le service militaire aux adeptes, prétendirent dans une lettre rédigée par un avocat et adressée aux autorités suisses « qu’à aucun moment, ils n’avaient vu l’accomplissement des obligations militaires comme une offense contre les principes et les aspirations de l’association des Témoins de Jéhovah », et que « des centaines de nos membres et de nos sympathisants ont accompli leur obligation militaire et continuent à le faire » ; le but de ce mensonge était de protéger le dernier bureau européen encore en activité à ce moment-là.
- L'utilisation du 'mensonge théocratique' a aussi été mise en avant dans l'émission Témoins silencieux, diffusée dans le cadre de l’émission Temps Présent le 14 juillet 2005 sur la première chaîne de la TSR, présentant une enquête sur le silence qui règnerait au sein de l’organisation suédoise des Témoins de Jéhovah lorsque certains membres sont soupçonnés d’abus sexuels de nature pédophile[138].

Ces quatre exemples montrent que ce sont surtout dans un but de reconnaissance officielle, pour des raisons financières ou pour étouffer certaines de ses activités peu reluisantes que le mouvement a recours à ce genre de tactiques.
On peut noter qu'à l'inverse, les Témoins de Jéhovah pratiquant des métiers où le secret professionnel est de mise (médecins, avocats), doivent passer outre ce secret pour dénoncer auprès de la hiérarchie du mouvement, leurs frères qui commettraient des fautes selon l'enseignement des Témoins de Jéhovah.

## Critiques de l'aspect social et dérives sectaires
Certaines dérives sectaires sont commises chez les Témoins de Jéhovah. On cite souvent le refus de la transfusion sanguine, mais il ne faut pas oublier les dérives sociales, par exemple :
- Rupture par rapport au monde, qu'ils considèrent comme intrinsèquement mauvais
- Excommunication, qui consiste à tenir à l'écart de la congrégation, et souvent de sa propre famille, un membre qui ne se conforme pas en tout à ce que l'organisation demande
- Existence d'une hiérarchie très rigide, et dont les décisions sont souvent sans appel

### Autoritarisme et refus de la liberté d'expression
Les dirigeants ont été décrits comme autocratiques et totalitaires, les critiques étant adressées principalement envers les demandes d'obéissance et de loyauté demandées aux Témoins par la société Watchtower, son intolérance des dissidences ou des discussions ouvertes concernant les doctrines et les pratiques, et la pratique consistant à expulser ou à éviter les membres qui ne peuvent accepter tous les enseignements.
Raymond Franz a accusé le Collège central de ressentiment, de condescendance et de réduire au silence les points de vue différents de l'organisation et demandant une conformité avec l'organisation qui se substitue à la conscience individuelle. Il a démontré que la société Watchtower a confirmé sa position lorsque, durant une affaire de la cour d'Écosse en 1954, le conseiller légal de la société Watchtower Hayden C. Covington a dit à propos des Témoins de Jéhovah : « Nous devons être unis... unis à tout prix ». Le sociologue James Arthur Beckford a dit que le mouvement demande une uniformité de croyances de la part de ses membres. George D. Chryssides a aussi précisé que les publications enseignent que la conscience individuelle n'est pas fiable, et doit être subordonnée aux écritures et à l'organisation.
Le sociologue Andrew Holden a dit que l'on enseigne la théologie aux Témoins d'une façon très mécanique, en apprenant pratiquement par cœur. Raymond Franz et d'autres ont décrit les réunions des Témoins de Jéhovah comme des sessions de questions-réponses durant lesquelles à la fois les questions, mais aussi les réponses, sont données auparavant par l'organisation, incitant ainsi les participants à rabâcher les mêmes choses. Les anciens Témoins Heather and Gary Botting ont dit que « l'on dit aux Témoins ce qu'ils doivent ressentir et penser » et il est demandé de considérer avec suspicion les membres qui présentent des points de vue différents de ceux présentés dans les publications et lors des réunions. Raymond Franz a dit que de nombreux Témoins craindraient de faire entendre la moindre critique envers l'organisation, de peur d'être accusés de manque de loyauté. Plusieurs auteurs ont attiré l'attention sur les avertissements fréquents de la Watchtower contre les « dangers » de la « pensée indépendante », incluant la remise en question de n'importe lequel de ses enseignements,, et a demandé à ses membres de ne pas s'engager dans des recherches bibliques indépendantes,. La société Watchtower demande aussi à ses membres de ne pas lire de critiques de l'organisation venant d'« apostats », ou de matériel publié par d'autres religions,. Heather et Gary Botting ont déclaré : « Les Témoins de Jéhovah ne supportent aucune critique de l'intérieur, comme beaucoup de membres qui ont tenté de présenter leur propre opinion concernant la doctrine ou l'application de la pression sociale l'ont découvert à leur frais. ». Beckford a fait remarquer que la société refuse de reconnaître toute critique d'elle-même comme légitime, et que l'habitude de remettre en question la doctrine officielle est « fortement combattue à tous niveaux dans l'organisation ». Les Témoins sont constamment surveillés dans leur congrégation, et sont soumis à un système disciplinaire qui encourage la délation.
Heather et Gary Botting pensent que le contrôle que la société Watchtower exerce sur ses membres, vient du fait que ce que dit la société est considéré « presque littéralement comme venant de Jéhovah Dieu lui-même. » Raymond Franz a déclaré que le concept de loyauté à l'« organisation de Dieu » ne trouve aucun support dans la Bible, et sert uniquement à renforcer l'autorité de la structure religieuse, avec une insistance marquée pour l'autorité humaine. Il a ajouté que La Tour de garde a régulièrement détourné des passages bibliques concernant à la fois la loyauté de Jésus Christ envers Dieu, et la loyauté des apôtres envers Christ, afin de renforcer l'idée que les Témoins devraient être loyaux envers l'organisation Watchtower. Le professeur James A. Beverley a décrit cette croyance qui veut que la loyauté envers l'organisation soit équivalente à la loyauté envers Dieu comme le « mythe central » employé pour s'assurer de la parfaite obéissance des Témoins de Jéhovah. Le sociologue Andrew Holden a remarqué que les Témoins ne font aucune distinction entre la loyauté à Jéhovah et au mouvement lui-même. Heather et Gary Botting ont déclaré que remettre en cause le point de vue des personnes ayant une position hiérarchique supérieure est considéré comme une mise en cause de la direction de Dieu lui-même.
La société Watchtower décrit son intolérance des dissidences et des divergences sur la doctrine comme « stricte », mais déclare que sa position est fondée sur un précédent biblique, que l'on trouve en 2 Timothée 2:17,18, dans lequel l'apôtre Paul condamne les hérétiques Hymenaeus et Philetus, qui niaient la résurrection de Jésus. Elle ajoute : « Suivant ces exemples bibliques, si un chrétien (qui affirme croire en Dieu, en la Bible et en Jésus) fait sans se repentir la promotion de faux enseignements, il peut être alors nécessaire de l'expulser de la congrégation ... C'est pourquoi la véritable congrégation chrétienne ne peut légitimement être accusée d'être trop dogmatique. ». Le sociologue Rodney Stark a dit que les dirigeants Témoins de Jéhovah ne sont « pas toujours très démocratiques », et que des membres ont été excommuniés pour ne pas s'être conformés à des « standards plutôt stricts ». Toutefois, il a ajouté que l'application de ces standards a tendance à être informelle, soutenus par des liens d'amitié étroits, et que les Témoins de Jéhovah se voient eux-mêmes comme faisant « partie du pouvoir, plutôt que subissant ce pouvoir ».

### Coercition
Depuis 1920, la société Watchtower a demandé aux membres de toutes les congrégations participant à la prédication de rendre compte du nombre d'heures qu'ils y consacrent dans des rapports écrits, expliquant que les rapports aident la société à planifier ses activités et à identifier les zones où le besoin est plus grand et d'aider les anciens des congrégations à identifier ceux qui auraient besoin d'aide. En 1943, la société a imposé des quotas personnels, demandant à tous les Témoins actifs de faire au moins 60 heures de prédication par mois, déclarant que cela était les « instructions de Dieu ». Même si ces quotas ont été supprimés ensuite, Raymond Franz affirme que des quotas « invisible » restent, obligeant les Témoins à atteindre un certain niveau de travail en prédication pour rester bien vu dans la congrégation ou pour se qualifier comme ancien Franz décrit des demandes répétées de « mettre les intérêts du Royaume à la première place » et de consacrer un temps de plus en plus important à la prédication de porte en porte comme une pression coercitive. Il dit que beaucoup de Témoins se sentent constamment coupables de ne pas faire plus dans l'« œuvre ».
Les anciens Témoins de Jéhovah Heather et Gary Botting, parlant du fait que mettre l'accent sur un suivi personnel impliquerait que le salut est effectivement « acheté » par un « bon travail », ont fait l'observation suivante : « Peu importe combien de temps un Témoin reste un distributeur actif de la littérature, au moment où il cesse d'être actif, il est considéré par ses pairs comme mort pour ce qui est d'achever l'ultime but qui est la vie éternelle dans un paradis terrestre [...] Peu réalisent en entrant dans le mouvement que le prix à payer est sans limites, et que la facture ne peut jamais être entièrement réglée jusqu'à la mort ou jusqu'à Harmaguedon ».
Pourtant, La Tour de garde faisait remarquer que bien que la prédication en public soit nécessaire, un tel travail ne « sauve » pas un chrétien, et encourageait chaque Témoin à examiner ses motivations pour s'engager dans l'activité de prédication.
Des médecins et des hommes de loi ont noté des cas démontrant que les Témoins admis comme patients étaient fortement encouragés à obéir à l'interdit de transfusions de sang,,.

### Rejet social
Les Témoins de Jéhovah pratiquent l'excommunication des membres qui commettent ce qu'ils considèrent comme des « pêchés graves », (le plus souvent pour avoir dérogé au code interne de moralité de la société Watchtower),, et pour « apostasie sans repentance », soi-disant pour atteindre les standards divins, préserver la pureté spirituelle de la congrégation, et éventuellement induire un changement d'attitude chez le « pêcheur ». Cette pratique implique un rejet total de la personne excommuniée par l'ensemble de la secte, incluant les membres de sa famille qui ne vivent pas sous le même toit, tant qu'il n'est pas accepté pour une réadmission. Une personne qui meurt en tant qu'excommunié ne peut avoir un discours d'enterrement à la salle du Royaume,. Les membres sont souvent soumis à des difficultés et à des troubles importants une fois excommuniés, à cause du fait qu'ils ont été fortement encouragés à limiter les contacts avec le monde extérieur,.
La société Watchtower s'est attiré des critiques pour avoir excommunié des membres qui avaient décidé en toute conscience qu'ils ne pouvaient plus être d'accord avec l'enseignement et les pratiques de l'organisation. Le sociologue Andrew Holden a expliqué qu'étant donné que la secte ne donne aucune raison valable de la quitter, ceux qui choisissent de la quitter sont considérés comme des traîtres. Selon Raymond Franz, ceux qui décident qu'ils ne peuvent plus accepter les enseignements et les pratiques de la Watchtower vivent souvent dans un climat de peur, sentant qu'ils doivent être constamment sur leurs gardes à propos de ce qu'ils disent, font ou lisent. Il précise que ceux qui expriment le moindre avis discordant, même lors d'une conversation privée entre amis, risquent une investigation et un comité judiciaire comme apostat ou hérétique et sont considérés comme « méchants ».
Raymond Franz soutient que la menace d'une expulsion pour avoir montré son désaccord avec l'enseignement de la société Watchtower amène à créer une atmosphère stérile, dans laquelle les enseignements et les normes de l'organisation peuvent circuler sans risque d'être confrontées à des questionnements sérieux ou à des preuves contraires. Selon Holden, le résultat est que les adeptes pourraient passer leurs vies à faire taire leurs doutes de peur de perdre leurs relations avec leurs familles et leurs amis. Penton décrit le système des comités judiciaires et la menace d'expulsion comme le mécanisme de contrôle ultime parmi les Témoins ; Holden a déclaré que l'évitement non seulement débarrasse la communauté de ses souillures, mais aussi dissuade les autres de commettre des actions dissidentes. Le sociologue Ronald Lawson a ajouté que la secte ne permet pratiquement aucune liberté de pensée, et ne tolère aucune diversité doctrinale ; il ajoute que ceux qui dévient de l'enseignement officiel sont immédiatement excommuniés et évités.
Les publications de la société Watchtower défendent la pratique de l'excommunication et de l'évitement de ceux qui « prônent de faux enseignements », déclarant que de tels individus doivent être rejetés pour éviter qu'ils ne répandent une « infection spirituelle ». Ils citent une définition du dictionnaire de l'apostasie (« renoncement d'une croyance religieuse, abandon d'une précédente loyauté ») pour établir qu'un individu qui commence à se rapprocher d'une autre religion s'est dissocié des Témoins, justifiant leur rejet pour protéger la pureté spirituelle de la congrégation sur la base de 1 Jean 2:19, qui dit que ceux qui quittent le christianisme « ne sont pas de notre sorte ». L'acceptation d'une transfusion sanguine est pareillement considérée comme une dissociation. Ils disent aussi que les Témoins obéissent aussi au conseil de 1 Corinthiens 5:11, qui dit que les chrétiens doivent « éviter de se mêler à la compagnie » de gens qui rejettent sans se repentir certains standards des Écritures.
Le procédé judiciaire des Témoins a aussi été critiqué. Les audiences ont lieu en secret, avec des comités judiciaires remplissant les rôles de juges, jury, et procureur. D'après Raymond Franz, les Témoins peuvent présenter des preuves, mais ne sont pas autorisés à rester durant la délibération. Heather et Gary Botting ont déclaré que les Témoins accusé d'une offense passible d'excommunication sont présumés coupables tant que leur innocence n'est pas prouvée. Ils ajoutent que la charge de la preuve est sur l'accusé qui doit prouver son innocence, et que s'il ne fait aucune tentative pour ce faire - par exemple en ne se présentant pas au comité judiciaire - alors ce comité considère que l'accusé est coupable et non repentant.
Lorsqu'une décision est prise concernant l'excommunication ou la dissociation d'un adepte, une annonce est faite comme quoi la personne « n'est plus Témoin de Jéhovah ». À partir de ce moment, l'évitement est immédiat. On ne précise pas aux adeptes si la personne a été dissociée ou a été excommuniée. Aucun témoignage ni aucune preuve supportant la décision judiciaire n'est présentée. Les membres de la congrégation doivent accepter ces règles sans poser de questions, et les Témoins qui refusent de supporter une décision judiciaire risquent eux-mêmes l'expulsion. Les adeptes n'ayant pas le droit de parler avec un excommunié, cela empêche ce dernier de discuter et d'expliquer ses actions à ses ancien coreligionnaires,. Penton déclare que les membres des comités judiciaires et la société Watchtower ignorent fréquemment les procédures établies lorsqu'elles traitent des cas difficiles, impliquant qu'ils ont été excommuniés en violation des règles de la société. Des critiques déclarent que la politique des Témoins encourage un système de délation qui rapporte aux anciens tout Témoin suspecté d'avoir commis un acte passible d'excommunication, incluant une déviation par rapport aux standards de l'organisation et son enseignement,.
Des critiques ont aussi été dirigées contre un changement de politique en 1981 qui ordonnait que les personnes qui quittaient volontairement l'organisation devaient être traitées comme si elles étaient excommuniées,. Holden ajoute que le résultat est que ceux qui quittent la secte ne peuvent pratiquement jamais le faire dignement. Heather et Gary Botting déclarent que les Témoins inactifs sont souvent fortement encouragés à soit redevenir actifs, soit se dissocier eux-mêmes en déclarant qu'ils n'acceptent plus une des principales doctrines de la société Watchtower.

## Scandales

### Lobbying
Bien qu'en elle-même l'activité de lobbying soit courante, elle est étonnante dans le cas des Témoins de Jéhovah qui déclarent publiquement s'être toujours tenus à l'écart de la politique, contrairement aux autres religions qui elles commettraient la « fornication spirituelle » qui est sanctionnée par la destruction venant de Dieu, selon la doctrine du mouvement.

#### Déclaration de faitsau Chancelier du Reich
En 1933, les Témoins de Jéhovah envoyèrent une Déclaration de faits au Chancelier allemand. Ce document est généralement considéré comme étant une recherche de conciliation idéologique maladroite de la part des Témoins de Jéhovah qui, de leur côté, récusent cette interprétation. Dans cette déclaration, les auteurs déclarent qu'« il n'y a jamais eu le moindre argent juif qui a contribué à notre œuvre », « les juifs ont complètement rejeté Jésus Christ et nient avec emphase qu'il est le Sauveur du monde envoyé par Dieu pour le bien de l'humanité » et que « cela est une preuve suffisante pour montrer que nous ne recevons pas de soutien des juifs », puis stigmatisent pêle-mêle l'empire Anglo-américain, la Société des Nations, le Big-business, les catholiques et les juifs de New York et déclarent être d'« ardents défenseurs » des « buts et idéaux moraux élevés promulgués par le gouvernement national du Reich allemand », en ce qui concerne les injustices commises envers le Peuple allemand et la relation sainte et élevée avec Dieu.

#### Association avec l'ONU
L'attitude des dirigeants du mouvement envers l'Organisation des Nations unies (ONU) a provoqué un violent débat interne comme externe. L'ONU, qualifiée par leur doctrine de « contrefaçon du Royaume de Dieu » instaurée par Satan pour égarer les humains, a été l'enjeu d'un scandale quand a été découverte l'affiliation de la Société Watchtower Bible and Tract Society, organisation-mère des Témoins de Jéhovah de par le monde, en tant qu'ONG auprès du Bureau DPI de l'ONU à partir de 1989.
Cette polémique a été d'autant plus vive que les fidèles de base doivent garder une stricte neutralité politique, qui parfois leur a coûté très cher (comme pour les Témoins de Jéhovah du Malawi qui, sur ordre de la Société Watchtower, ne devaient pas acheter la carte obligatoire d'un parti politique dans les années 1970, subissant ainsi de terribles persécutions, voire la mort). Alors que dans certains écrits des Témoins de Jéhovah, il est déclaré « qu'aucun chrétien ne doit soutenir cette organisation », le bureau mondial a accepté de « soutenir l'ONU et ses actions » et de « mobiliser l'opinion en faveur des Nations unies » pour pouvoir « obtenir l'accès à la vaste bibliothèque des Nations unies » (selon le porte-parole britannique du mouvement), et pour « distribuer l'aide humanitaire et de défendre les droits de l'homme dans plusieurs pays du monde » (selon le porte-parole portugais du mouvement).
De ce fait, certains ont trouvé l'attitude de l'organisation hypocrite, d'autant que cette affiliation était inconnue de la majorité des Témoins de Jéhovah. De plus, il a été démontré que l'accès aux documents de cette librairie pouvait se faire sans s'affilier au bureau DPI de l'ONU. La Société Watchtower a décidé dans la précipitation de démissionner, seulement trois jours après que la presse, notamment le journal britannique The Guardian, ait diffusé le scandale.
De nombreux Témoins de Jéhovah, ne sachant pas si la rumeur était fondée, ont demandé des explications à l'ONU, ce qui a poussé cette dernière à publier sur son site officiel une lettre en date du 4 mars 2004 récapitulant cette affaire.
Deux sites de Témoins de Jéhovah avancent depuis peu l'argument que les conditions de collaboration des ONG avec le bureau DPI de l'ONU auraient changé et qu'au départ, il n'était pas nécessaire de soutenir l'ONU et ses activités en s'associant avec le bureau DPI. Outre que ces sites ne s'accordent pas sur la date de changement (1999 pour l'un, 1994 pour l'autre), ils oublient ou critiquent les déclarations même du responsable de ce bureau, Paul Hoeffel, et ne mentionnent pas les documents du bureau DPI, présentés par les critiques dès le début de la controverse en 2001 et qui datent de 1992, confirmant les propos de Hoeffel, à savoir que le but d'une ONG en s'associant avec le bureau DPI est de faire de la publicité positive pour les activités de l'ONU, de la soutenir.
Cette association avec l'ONU relève néanmoins d'une stratégie de lobbying qui est loin d'être unique dans l'histoire des Témoins de Jéhovah.

#### Autres participations politiques
Parmi les autres exemples de participations politiques des Témoins de Jéhovah, on peut citer :
- Leur représentation en tant qu'ONG, lors de plusieurs conférences organisées par l'organisme politique Organisation pour la sécurité et la coopération en Europe (OSCE)[204] (Vienne 1999, Cordoue 2006) ;
- Leur utilisation aux États-Unis de plusieurs lobbyistes auprès du Congrès américain (que la Société Watchtower paie) ;
- Leur participation, notamment celle des responsables de l’organisation des Témoins de Jéhovah en Irlande, à une grande discussion œcuménique avec le gouvernement irlandais le 27 février 2007[205].

#### Rôle des avocats et médecins du mouvement
Les avocats et médecins Témoins de Jéhovah constituent les éléments les plus efficaces du lobbying des Témoins de Jéhovah. On les trouve là où ils peuvent être utiles à la Société Watchtower, pour défendre ses intérêts (notamment faire valoir sa position sur la transfusion sanguine). Ces métiers peuvent sembler incompatibles avec certains dogmes des Témoins de Jéhovah, comme le refus de la transfusion sanguine, arrivent pourtant à conjuguer métier et religion en mettant au point de nouvelles méthodes médicinales, certaines ayant même été reconnues comme « plus saines » par des médecins ne faisant pas partie de cette organisation (le DVD sur le sang créé par cette organisation présente de manière claire ces techniques).
Selon un ancien membre du Collège central des Témoins de Jéhovah, ces professions sont parfois amenées à accomplir des actes qui peuvent sembler incompatibles avec les croyances des Témoins de Jéhovah, comme procéder à des transfusions sanguines sur des patients qui ne sont pas Témoins, ce qui constituerait une occasion de plainte du client en cas de refus. Ainsi donc, certains peuvent être mis face à des situations les laissant perplexes.
Par exemple, voici les discours que tiennent désormais d'anciens Témoins de Jéhovah. Il précise qu'aux États-Unis et en Europe, les médecins et les avocats qui sont Témoins de Jéhovah se rencontrent annuellement afin de débattre de questions telles que « confidentialité et privilège », ce thème étant abordé par rapport à leurs relations avec leurs compagnons Témoins, ce qui tend à montrer qu'ils ne sont pas soumis aux mêmes obligations que le Témoin de Jéhovah de base.
En outre, par le biais d'associations comme l'Association Médico-Scientifique d'information et d'assistance aux malades (AMS), montée par les juristes Témoins de Jéhovah Alain Garay et Philippe Goni domiciliés à l'époque dans les bureaux des Témoins de Jéhovah de Boulogne-Billancourt, chargée de diffuser des informations médicales et juridiques concernant le refus des transfusions sanguines, le mouvement a tenté de faire entendre sa voix au Conseil de l'Europe, où cette association a demandé le statut consultatif en 1997 et 1999.
En 2001, la Mission interministérielle de lutte contre les sectes (MILS) estimait qu'il n'était pas infondé de craindre que certains aspects du débat public sur les droits des malades ne se soient développés sur la base de notions tronquées, « sachant l'aptitude des mouvements sectaires à pratiquer la désinformation, leur habileté à s'introduire dans les instances et publications officielles ». À cet égard, elle citait l'ouvrage Consentement éclairé et transfusion sanguine, publié en 1996 par les éditions de l'École Nationale de la santé publique, sous la direction de Sophie Gromb et Alain Garay (Témoin de Jéhovah lui-même et avocat des Témoins de Jéhovah).
De plus, l'avocat Alain Garay est maintenant l'un des trois experts choisis par le ministère des Affaires étrangères pour représenter la France sur les questions de liberté religieuse à l'Organisation pour la sécurité et la coopération européenne (OSCE). Ce panel est chargé, entre autres, de proposer des modèles de lois sur la liberté religieuse aux pays de l'OSCE. Toutefois, selon Le Canard enchaîné de novembre 2006, « ce maître du barreau assure qu'il n'a plus aucun lien avec la secte depuis cinq ans ».

### Combat juridique
En France, les Témoins de Jéhovah disent subir toutes sortes de traitements discriminatoires directement liés à leurs croyances : retrait d'agrément à des assistantes maternelles, refus de location de salles communales, opposition à la construction de lieux de culte, actes de vandalisme contre des édifices culturels voire contre eux-mêmes (par exemple, leur salle de réunion à Villefranche a été incendiée et entièrement détruite le 20 octobre 2006 par un acte criminel suivant les premières constatations). Régulièrement depuis dix ans, des procès sont engagés par les Témoins de Jéhovah pour défendre leurs libertés de conscience et de culte. Une part de ces procès ont été remportés.

#### Droit de la famille
En décembre 2003, dans l'affaire Palau-Martinez contre France, la France a également été condamnée pour atteinte au droit de la requérante au respect de sa vie familiale (art. 8 de la Convention) et discrimination en raison de ses convictions religieuses (art. 9), à la suite du retrait de la résidence des enfants à la mère Témoin de Jéhovah pour les confier au père. Pour justifier ce changement de résidence, la cour avait motivé sa décision sur des généralités d'ordre éducatif sur les Témoins de Jéhovah et en se basant sur les déclarations écrites des enfants réclamant vouloir vivre avec le père, ainsi que sur le rapport d'un psychiatre pour un des deux enfants, documents tous produits par le père, mais elle avait rejeté la requête de la mère qu'une enquête sociale soit menée pour préciser la valeur de ces documents. La cour a estimé que « la cour d'appel s'est prononcée in abstracto et en fonction de considérations de caractère général, sans établir de lien entre les conditions de vie des enfants auprès de leur mère et leur intérêt réel ».
Néanmoins, d'autres décisions de justice concernant les gardes d'enfants ne font pas, de la part des Témoins de Jéhovah, l'objet de recours devant des juridictions supérieures, et ne bénéficient pas de la même communication des porte-paroles des Témoins de Jéhovah. Par exemple, celle du 19 décembre 2000, où le TGI de Niort a supprimé le droit de visite d'un père Témoin de Jéhovah tant que ses enfants ne veulent plus lui rendre visite, en raison de son refus des transfusions sanguines et de 'l'embrigadement' subi par les enfants (embrigadement qui se confond régulièrement aujourd'hui avec la délimitation d'un cadre de vie sain pour la famille comme interdiction à la cigarette, langage respectueux…).

#### Liberté de réunion
Les juridictions administratives ont confirmé que la présence dans le rapport parlementaire sur les sectes ne peut justifier toute entrave à la pratique d'un culte. C'est ainsi que le Tribunal administratif de Rennes a annulé en 2002 le refus du maire de Lorient de mettre à la disposition d'une association locale de Témoins de Jéhovah une salle municipale. Dans le cadre du référé-liberté, le Président du tribunal a estimé « que le refus présentement opposé à la demande de ladite association est exclusivement fondé sur l'appréciation portée par le maire sur son activité, qualifiée par lui de sectaire ; qu'une telle décision, qui refuse par principe à une association tout accès aux salles municipales ordinairement mises à leur disposition, porte une atteinte grave aux libertés d'association et de réunion ; [...] qu'en l'absence de toute invocation de faits précis dont il ressortirait que les activités réelles de l'association porteraient atteinte à l'ordre public, la décision prise par le maire de Lorient, qui ne saurait trouver un fondement dans un rapport parlementaire dépourvu de valeur normative, est manifestement illégale ». Pareillement, le Tribunal administratif de Poitiers a annulé la même année un autre refus communal parce que « la ville de La Rochelle s'est fondée non sur un motif tiré de l'ordre public, mais sur le caractère de secte attribué aux Témoins de Jéhovah par le rapport d'enquête de l'Assemblée nationale du 22 décembre 1995 ; que ce rapport, dénué de valeur juridique, ne pouvait servir de fondement légal à la décision attaquée ».

#### En Europe
La Cour européenne des droits de l'homme en particulier est intervenue plusieurs fois pour protéger les libertés religieuses des Témoins de Jéhovah dans plusieurs pays européens. Les Témoins de Jéhovah sont actuellement la deuxième religion de pays tels que l'Italie, très répandus aussi partout ailleurs à des degrés moindres. La France est le dernier pays européen à avoir donné, avec un assez important retard, le statut de religion à cette organisation.
La constitution grecque définit l’Église orthodoxe comme étant « la religion dominante en Grèce » (art. 3), reconnaît la liberté de culte de toutes les religions connues mais leur interdit tout prosélytisme (art. 13). En vertu de cette disposition, Minos Kokkinakis, membre des Témoins de Jéhovah, fut condamné en 1987 à une peine d'emprisonnement de 4 mois pour avoir effectué du prosélytisme auprès d'une membre de l'Église orthodoxe. Il porta l'affaire devant la Cour européenne des droits de l'homme qui, dans un arrêt rendu le 25 mai 1993, estima que la Grèce avait violé en la matière l'article 9 de la Convention européenne des droits de l'homme garantissant la liberté de culte et condamna l'État grec à verser des dommages au requérant.

### Combat médiatique
Bien que le mouvement privilégie toujours l'information au public par le démarchage, comme l'ont montré les distributions dans la rue de plusieurs tracts en rapport avec leur redressement fiscal et la large diffusion d'une pétition par ce moyen, chaque congrégation ou regroupement de congrégations a maintenant son chargé de communication avec la presse. Les responsables locaux sont aussi entraînés à proscrire différents termes de leur vocabulaire quand ils sont en relation avec la presse. Régulièrement, le service de presse national des Témoins de Jéhovah diffuse des communiqués (comme celui de janvier 2006 en rapport avec certaines victoires juridiques) disponibles sur leur site officiel.

Dans les éditions du journal Le Monde des 20 et 27 octobre 2006 , Xavier Ternisien a écrit deux articles où il est question de la légitimité que conférerait le statut d'association cultuelle aux Témoins de Jéhovah et où sont évoquées les discriminations dont ils seraient l’objet. Le rapport 2006 de la Miviludes (Mission interministérielle de vigilance et de lutte contre les dérives sectaires) cite en référence ces deux articles, dans un chapitre où il indique que les Témoins de Jéhovah « ont bénéficié de concours heureux, répercutés par les médias »  : 
« Conscients malgré tout de figurer au nombre des principaux groupes dont les dérives sont pointées par les travaux de la Commission d’enquête, plutôt que de se défendre sur les agissements qui leur sont reprochés, ils ont pu bénéficier de concours heureux, répercutés par les médias, qui ont eu l’avantage de placer le débat sur un autre terrain. Ainsi a-t-il pu être question de l’honorabilité et de la légitimité qui leur sont conférées par le statut cultuel, souvent attribué localement à leurs associations par les préfets. Dans le même temps, les discriminations dont ils feraient l’objet étaient dénoncées avec force, et leurs auteurs supposés désignés, notamment les membres de la Commission d’enquête parlementaire et les associations de défense des victimes qui contestent le statut cultuel des associations jéhovistes en raison de dérives observées et considérées par ces observateurs comme autant de troubles à l’ordre public.  »
Contrairement à ce qui est affirmé ici, les Témoins de Jéhovah ont apporté une réponse aux accusations publiées dans le rapport 2005 de la MIVILUDES dans un courrier daté du 10 octobre 2006 et adressé au Premier ministre en France.
Le point le plus notable de la nouvelle stratégie de communication des Témoins de Jéhovah réside dans la création du Cercle européen des Témoins de Jéhovah anciens déportés et internés (CETJAD) qui, comme le stipule sa déclaration en sous-préfecture de Boulogne-Billancourt en 1995, a notamment pour but de « faire connaitre par tout moyen le témoignage de foi et de courage laissé par ces 'Bibelforscher' ».

### Différences de traitement pour les Témoins célèbres
Des opposants à l'organisation pensent que les Témoins de Jéhovah célèbres ou ayant un statut important ne seraient pas soumis aux mêmes règles que les fidèles de base. Selon eux, le but de cette attitude relèverait de la stratégie de la 'guerre spirituelle' et viserait à montrer au public que les Témoins de Jéhovah sont des gens comme tout le monde.
Cette situation concernerait :
- les avocats de haut rang (cf. infra) ; à cet égard, on relève le cas de Christian Paturel, ex-avocat ayant participé à la défense de son mouvement : il a pu continuer à pratiquer et à enseigner la boxe[220] (bien qu'il ait affirmé dans un Réveillez-vous ! avoir cessé cette activité[221]), et a soutenu d'autres minorités spirituelles dans le cadre de sa profession. Pourtant, la Société Watchtower condamne la pratique et l'enseignement des sports de combat ou violents[222] et rejette tout soutien aux autres religions qu'elle estime sous la coupe du Diable.
- les médecins en vue dans le mouvement (cf. infra) ;
- les sportifs célèbres ; par exemple, les sœurs Venus et Serena Williams, fidèles du mouvement et tenniswomen professionnelles, n'hésitent pas à développer un comportement agressif, à manifester l'esprit de compétition, à chanter des hymnes nationaux et à embrasser leurs trophées (ce qui serait de l'idolâtrie)[223], autant de pratiques ou d'états d'esprit normalement condamnés par le mouvement[224].
- les primées à un concours de beauté ; sur ce point, en 2000, la Miss Togo était une Témoin de Jéhovah, et ce alors que les écrits du groupe interdisent les concours de beauté[225].

### Aspects financiers

#### Train de vie des dirigeants internationaux
En se basant sur différents versets bibliques, la Société Watchtower encourage vivement ses membres à mener une vie simple, une vie d'abnégation consistant à ne pas rechercher l'argent ou les biens matériels, mais à être dévoués au sein du mouvement. D'ailleurs, la Société Watchtower n'hésite pas à critiquer sévèrement les organisations religieuses dont les leaders vivent dans l'opulence, affirmant que ce train de vie luxueux les discréditent en tant que fidèles disciples du Christ.
Pourtant, des détracteurs de l'organisation (dont Raymond Franz, ancien membre du Collège central), font remarquer que les dirigeants internationaux des Témoins de Jéhovah - qui déclarent avoir fait vœu de pauvreté - mènent un train de vie très confortable, bénéficiant de nombreux avantages matériels qui contrastent avec le style de vie de renoncement prôné dans les publications du mouvement et d'usage chez de nombreux Témoins de Jéhovah y compris de la plupart des dirigeants.
Il semble que le début de ce comportement soit à attribuer au premier président du mouvement Charles Taze Russell. En effet, face au succès de sa campagne de sermons par voie de presse, les éditeurs et syndicats de presse lui ont demandé de soigner son image médiatique : il devrait s'habiller plus aristocratiquement, faire des voyages autour du monde, et séjourner dans de luxueux hôtels. Certains des lecteurs de La Tour de garde lui en ont fait le reproche, mais Russell a argumenté que tout devait être fait pour que ses sermons soient les plus lus possible.
Joseph Franklin Rutherford, le deuxième Président de la Société Watchtower a suivi le mouvement bien que la campagne de sermons par les journaux ait été abandonnée depuis. Il profitait de somptueux appartements : il vivait dans un étage complet au Béthel de Brooklyn avec cuisinier et secrétaire particulier, logeait dans la suite d'un hôtel dont le loyer annuel s'élevait à 10 000 $, était bénéficiaire d'appartements privés à Staten Island, ainsi qu'à la Ferme de Royaume, au Sud Lansing (New York), et sur la fin de sa vie, vécut dans une villa spacieuse nommée Bethsarim en Californie (villa qui a été construite avec l'argent des fidèles), et possédait deux Cadillacs en pleine crise économique des années 1930. Il disposait en outre de fournitures pour son confort aux succursales de la Société au Royaume-Uni, en France et en Allemagne, et consommait de grandes quantités de spiritueux qu'il recevait du directeur canadien de la Société Watchtower malgré la prohibition aux États-Unis ; d'ailleurs, il encourageait vivement la consommation d'alcool au Béthel et aimait les plaisanteries vulgaires et le langage obscène lors des repas. Il conseillait par ailleurs tous les membres du Collège central à voyager en première classe lors de leurs déplacements. Ce comportement a attiré les critiques de Olyn R. Moyle en 1939, avocat des Témoins de Jéhovah dans les années 1930 qui a démissionné de ses fonctions au Béthel, ainsi que de William Salter en 1937, alors dirigeant du mouvement au Canada. Par ailleurs, dans une lettre du 27 avril 1926, Georges H. Fischer, rédacteur du livre Le Mystère accompli et membre du Collège central, intentera une action disciplinaire contre Rutherford, car il aurait été vu au bras d'une jeune femme au Al Jolson's winter Show, spectacle des années 1920 célèbre pour ses femmes dénudées, par un portier membre des Témoins de Jéhovah. Un proche de Rutherford niera ce fait dans la revue Golden Age du 4 mai 1927. L'action sera sans suite en raison du décès trois mois plus tard de Fischer. Selon Alexander Hugh Macmillan, Rutherford avait l'habitude d'assister à ces spectacles dénudés, surtout lorsqu'il était hors du pays.
Nathan H. Knorr, le Président suivant, ne changea pas les habitudes prises. Quant à Milton G. Henschel, il est attesté qu'il a à plusieurs reprises logé dans un hôtel cinq étoiles.

#### Redressements fiscaux et Urssaf en France
À partir de 1996, les Témoins de Jéhovah ont subi plusieurs redressements, qui ont finalement été annulés par les juridictions compétentes :
Redressement sur les valeurs mobilières
L'article 206-5 du code des impôts impose aux associations non soumises à l'impôt sur les sociétés, de déclarer leurs revenus financiers et d'être imposées sur leurs revenus de capitaux mobiliers.
Comme elle ne se conformait pas à cette disposition, l'association Les Témoins de Jéhovah (ATJ), déclarée le 1er septembre 1947 (association à but non lucratif, loi du 1er juillet 1901) a subi un rappel d'impôts pour les produits perçus sur la période de septembre 1992 à août 1996 d'un montant de 7,3 millions de francs qu'elle a payé.
Ce redressement a été annulé par la Cour administrative d'appel de Paris en 2009.
Infraction au code de la Sécurité Sociale
Jusqu'en 1996, les bénévoles à plein temps du Béthel des Témoins de Jéhovah ne cotisaient pas à la Sécurité Sociale, le mouvement préférant pratiquer l'auto-assurance. Néanmoins, à la suite d'un contrôle de l'URSSAF de l'Eure diligenté en mai et juin 1996 sur « La Communauté Chrétienne des Béthelites », l'activité sur le site a été assimilée à du travail, puisque les travailleurs recevaient une rémunération de 475 francs par mois, et des avantages en nature (hébergement, nourriture). Dès lors, l'association en question a été redressée de 10,3 millions de francs, somme qui a été réglée.
Le Tribunal administratif de Paris a finalement jugé en 2007 que les sommes versées et avantages en nature procurés de 1993 à 1997 par l'association Les Témoins de Jéhovah aux bénévoles de la Communauté chrétienne des Béthélites ne sont pas assujettis aux impôts professionnels. Selon le juge, « le lien de subordination dans lequel se trouvent les témoins de Jéhovah, membres permanents du Béthel de Louviers, procède essentiellement d’une adhésion spirituelle à leur communauté, fût-elle également de travail, et non d’un lien professionnel, lequel implique l’accomplissement de tâches laborieuses au service d’un employeur dans la perspective première de l’obtention de celui-ci, en contrepartie, d’une rémunération ».
Aujourd'hui, 300 membres de la Communauté chrétienne des Béthélites et 400 ministres du culte itinérants de l'Association cultuelle les Témoins de Jéhovah de France sont affiliés à la Caisse d'assurance vieillesse, invalidité et maladie des cultes (CAVIMAC).
La pratique de l'auto-assurance posait en France et pose toujours ailleurs deux problèmes :
- Jusqu'à quel point le mouvement était-il prêt à payer les soins médicaux de ses permanents ? On peut illustrer cette question par une dernière affaire judiciaire aux États-Unis : une bénévole au Béthel de Brooklyn, âgée de 46 ans, toujours Témoin de Jéhovah, handicapée à vie à la suite d'un accident survenu dans une enceinte du mouvement, a attaqué celui-ci qui lui proposait de quitter le Béthel et 79 000$ de dédommagement une fois pour toutes, pour les soins qu'elle aurait à supporter au long de sa vie. Le juge lui a accordé en première instance 400$ par semaine, soit 19 200$ par an. Les Témoins de Jéhovah ne proposaient donc que quatre années de soins à cette fidèle, handicapée alors qu'elle travaillait pour le mouvement. Dans le même ordre d'idées, un travailleur bénévole souhaitant abandonner la foi des Témoins de Jéhovah, ou étant contraint par une mesure disciplinaire de la quitter, se trouvait non seulement sans travail, mais sans sécurité sociale ni retraite du jour au lendemain. On peut citer par exemple le cas d'un membre du Collège central exclu pour apostasie, Raymond Franz qui raconte s'être retrouvé dehors sans endroit où aller avec sa femme, avec seulement 200$ en poche.
- Quelle retraite pour les béthelites ? L'auto-assurance couvrait théoriquement les vieux jours des béthelites. Certains cas de « frères fidèles » vivant jusqu'à leur mort au Béthel de Brooklyn sont exposés dans la revue La Tour de garde. Néanmoins, à ce jour et ce malgré 120 années d'existence et plusieurs dizaines de milliers de bénévoles passés dans les différents béthels du monde, aucune structure de style maison de retraite pour ancien béthelite n'est connue. Cela peut s'expliquer par le turn-over important des bénévoles des différents Béthels, la durée de service semble n'être que de quelques années en moyenne ; ainsi une fois qu'il a quitté le Béthel, l'ex-bénévole voit ses années de service au mouvement perdues pour le décompte de sa retraite.